# Szatina-Kishajmás megállóhely
Szatina-Kishajmás megállóhely egy Baranya vármegyei vasúti megállóhely Kishajmás településen, a MÁV üzemeltetésében.
A község központjának északi részén található, a különálló Szatina településrésztől mintegy 2 kilométerre délkeletre; közúti elérését a mellette elhaladó 6601-es út teszi lehetővé.

## Vasútvonalak
A megállóhelyet az alábbi vasútvonalak érintik:
- Budapest–Pécs-vasútvonal

## Kapcsolódó állomások
A megállóhelyhez az alábbi állomások vannak a legközelebb:
- Godisa vasútállomás (Budapest–Pécs-vasútvonal)
- Abaliget vasútállomás (Budapest–Pécs-vasútvonal)

## Forgalom
| Járat        | Útvonal | Gyakoriság |
| ------------ | --- | ---------- |
| személyvonat | Dombóvár – Kaposszekcső – Vásárosdombó – Sásd – Godisa – Szatina-Kishajmás – Abaliget – Hetvehely – Bükkösd – Cserdi-Helesfa – Szentlőrinc – Bicsérd – Mecsekalja-Cserkút – Pécs | 2 óránként |